# Lumbrineris brasiliensis
Lumbrineris brasiliensis är en ringmaskart som beskrevs av Grube 1857. Lumbrineris brasiliensis ingår i släktet Lumbrineris och familjen Lumbrineridae. Inga underarter finns listade i Catalogue of Life.